# ضداسید

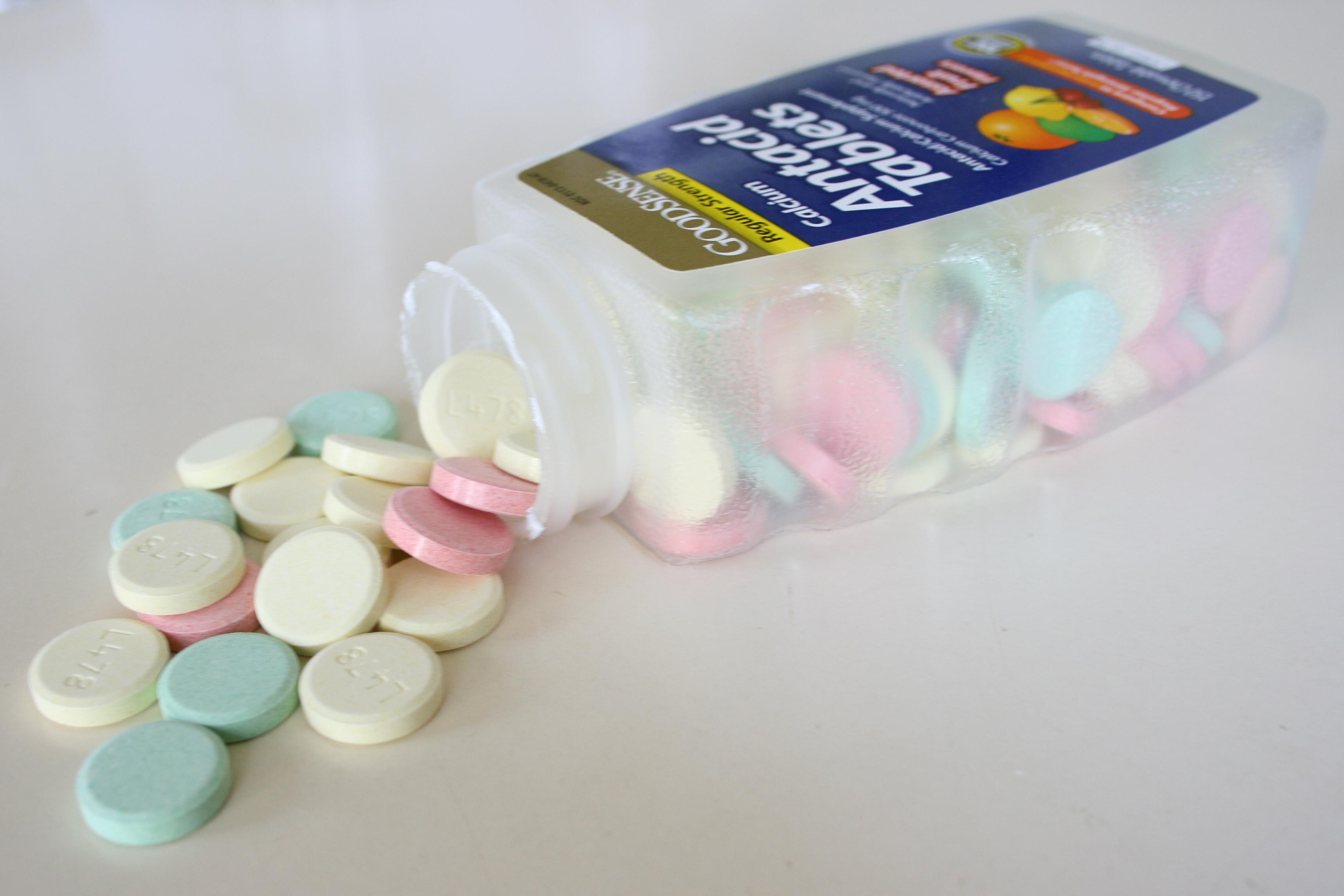
قرص ضداسید کلسیم کربنات

ضداسید یا آنتی‌اسید یک ماده دارویی است که اسیدیته معده را خنثی‌سازی می‌کند و شرایطی مانند سوزش سر دل، ناراحتی معده مربوط به مقدار زیاد اسید معده را تسکین می‌دهد. برخی از ضداسیدها در درمان یبوست و اسهال استفاده می‌شوند. ضداسیدهای موجود در بازار، حاوی نمک‌های آلومینیوم و منیزیم هستند. آن‌ها همچنین حاوی آلومینیم سیلیکات، منیزیم سیلیکات و سدیم هیدروژن‌کربنات هستند. برخی از این ترکیبات، حاوی ترکیبی از دو نمک مانند منیزیم کربنات و آلومینیم هیدروکسید (به عنوان مثال هیدروتالسیت) به منظور متعادل کردن اثر ملین منیزیم با یون‌های آلومینیوم هستند.

## مصارف پزشکی
ضداسیدها بدون نسخه در دسترس هستند و برای تسکین سریع سوزش سر دل که علامت اصلی بازگشت اسید به مری و سوءهاضمه است، به صورت خوراکی مصرف می‌شوند. درمان با ضداسیدها به تنهایی، یک درمان حمایتی است. کاربردهای دیگر ضداسیدها در مواجهه با یبوست، اسهال، هایپرفسفاتمی و قلیایی شدن ادرار است. برخی از آنتی‌اسیدها نیز به‌عنوان مکمل درمان جایگزینی آنزیم پانکراس در درمان نارسایی پانکراس استفاده می‌شوند.
ضداسیدهای غیرذره‌ای (تری‌سدیم سیترات، منیزیم تری‌سیلیکات) پی‌اچ معده را با تأثیر کم یا بدون تأثیر بر حجم معده افزایش می‌دهند و بنابراین ممکن است در روش‌های قبل از جراحی، استفاده محدودی داشته باشند. تری‌سدیم سیترات باید در عرض ۱ ساعت پس از آغاز جراحی تجویز شود تا بیشترین تأثیر را داشته باشد.

## اثرات جانبی
فرمولاسیون‌های حاوی نمک‌های منیزیم ممکن است باعث اسهال شوند، در ضداسیدهای حاوی کلسیم یا آلومینیوم، ممکن است باعث یبوست شوند. استفادهٔ طولانی‌مدت از کلسیم کربنات ممکن است به‌ندرت باعث ایجاد سنگ کلیه شود. استفادهٔ طولانی‌مدت از ضداسیدهای حاوی آلومینیوم ممکن است خطر ابتلا به پوکی استخوان را افزایش دهد. مطالعات درون‌کشتگاهی، پتانسیل بازگشت اسید به مری را به‌دلیل استفادهٔ بیش از حد ضداسیدها را نشان داده‌اند، اما این یافته‌ها زیر سؤال رفته و تأیید نشده‌اند.

## کاربردها
هنگامی که مقدار زیادی اسید در معده تولید می‌شود، غشاء مخاطی طبیعی که از پوشش داخلی معده محافظت می‌کند، تخریب و منجر به درد و سوزش می‌شود. همچنین احتمال ایجاد رفلاکس اسید وجود دارد که می‌تواند باعث درد و آسیب به مری شود. ضداسیدها حاوی یون‌های قلیایی هستند که اسید معده را خنثی‌سازی می‌کنند، آسیب به پوشش معده و مری را کاهش و درد را تسکین می‌دهند. برخی از ضداسیدها همچنین پپسین را مهار می‌کنند، آنزیمی که می‌تواند در رفلاکس اسید به مری آسیب برساند.
ضداسیدها مستقیماً ترشح اسید را مهار نمی‌کنند و بنابراین از داروهای کاهنده اسید مانند آنتاگونیست‌های H2 یا مهارکنندگان پمپ پروتونی متمایز هستند. ضداسیدها باکتری هلیکوباکتر پیلوری را که باعث بیشتر زخم‌های گوارشی است، از بین نمی‌برند.

## فرمولاسیون
ضداسیدها ممکن است با سایر مواد مؤثره مانند سیمتیکون برای کنترل باد شکم یا آلژینیک اسید به‌عنوان یک مانع فیزیکی برای اسید، فرموله شوند.

### ضداسیدهای مایع
چندین داروی ضداسید مایع به بازار عرضه می‌شود. ترکیبات مایع رایج شامل منیزیم هیدروکسید و ترکیبات منیزیم/آلومینیوم است ضداسیدها، در مقایسه با قرص‌ها ممکن است تسکین سریع‌تری داشته باشند، اما ممکن است با مدت زمان اثر کمتری همراه باشد.

### قرص‌ها

#### قرص جویدنی
قرص‌های جویدنی یکی از رایج‌ترین اشکال ضداسیدها هستند و به‌راحتی بدون نسخه در دسترس هستند. پس از رسیدن به معده، پودر قرص در اسید معده حل می‌شود و به کاتیون‌ها اجازه می‌دهد تا آزاد شده و اسید اضافی معده را خنثی کنند. نمک‌های رایج موجود به شکل قرص شامل نمک‌های کلسیم، منیزیم، آلومینیوم و سدیم است.

#### قرص جوشان
قرص‌های جوشان، قرص‌هایی هستند که طوری طراحی شده‌اند که در آب حل شده و سپس دی‌اکسید کربن آزاد کنند. ترکیبات رایج این قرص‌ها عبارت‌اند از سیتریک اسید و بی‌کربنات سدیم که در تماس با آب واکنش نشان می‌دهند و دی‌اکسید کربن تولید می‌کنند. ضداسیدهای جوشان ممکن است حاوی آسپرین، سدیم کربنات یا تارتاریک اسید نیز باشند. آن‌هایی که حاوی آسپرین هستند، ممکن است به دلیل اثرات آسپرین بر غشای مخاطی معده باعث تحریک بیشتر معده و زخم شوند.
برندهای رایج این قرص‌ها عبارت‌اند از:
Alka-Seltzer, Gaviscon و Eno.